# GSC2642-1394
GSC2642-1394 — хімічно пекулярна зоря спектрального класу A7, що має видиму зоряну величину в смузі V приблизно 10,2.